# Christoph Friedrich Leers

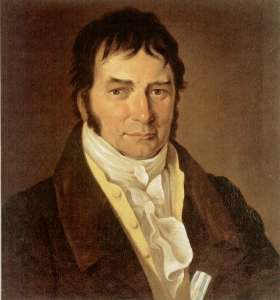
Porträt von Christoph Friedrich Leers

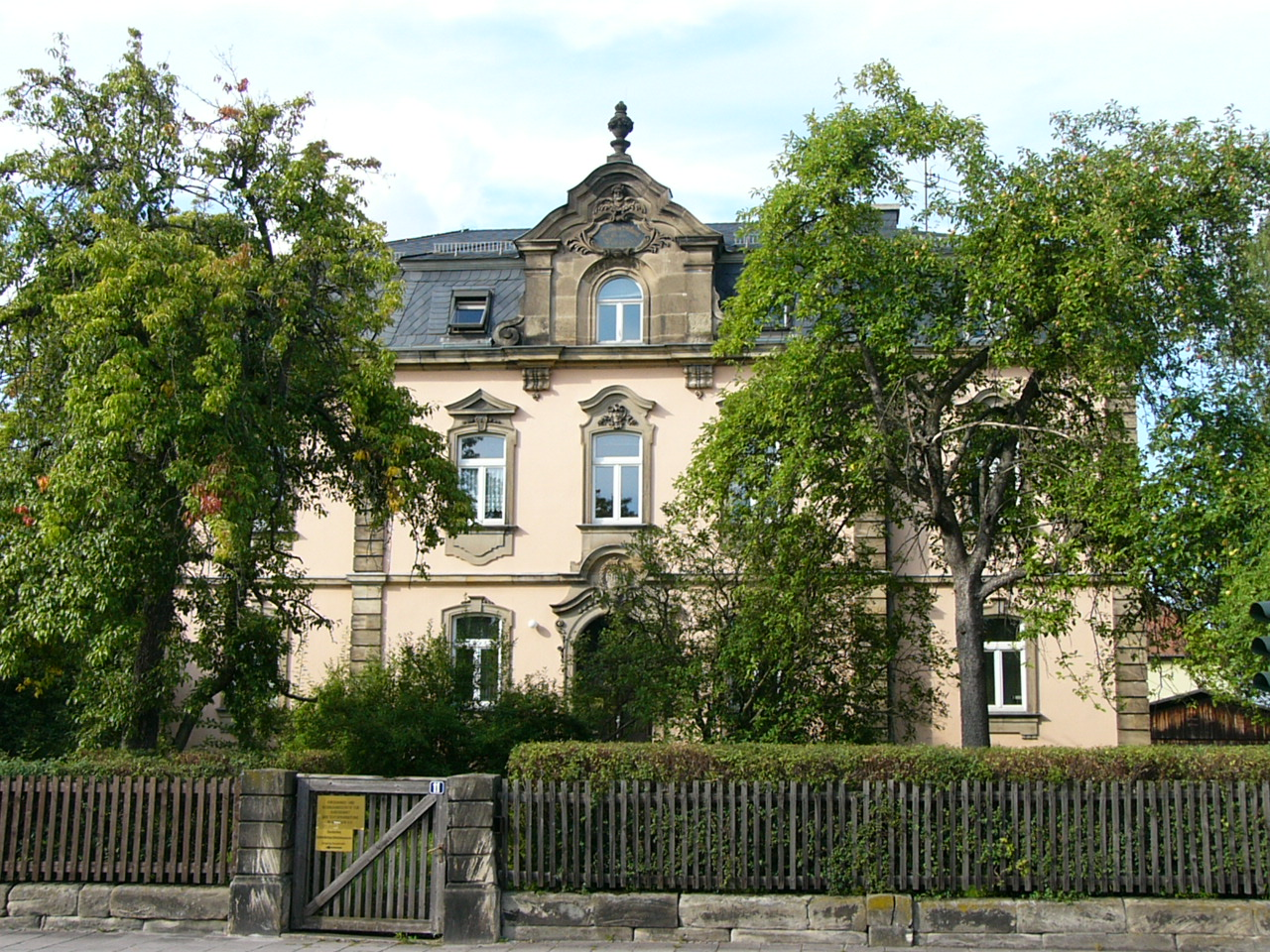
Das Leers’sche Waisenhaus im Bayreuther Stadtteil
St. Georgen (Bernecker Str. 11)

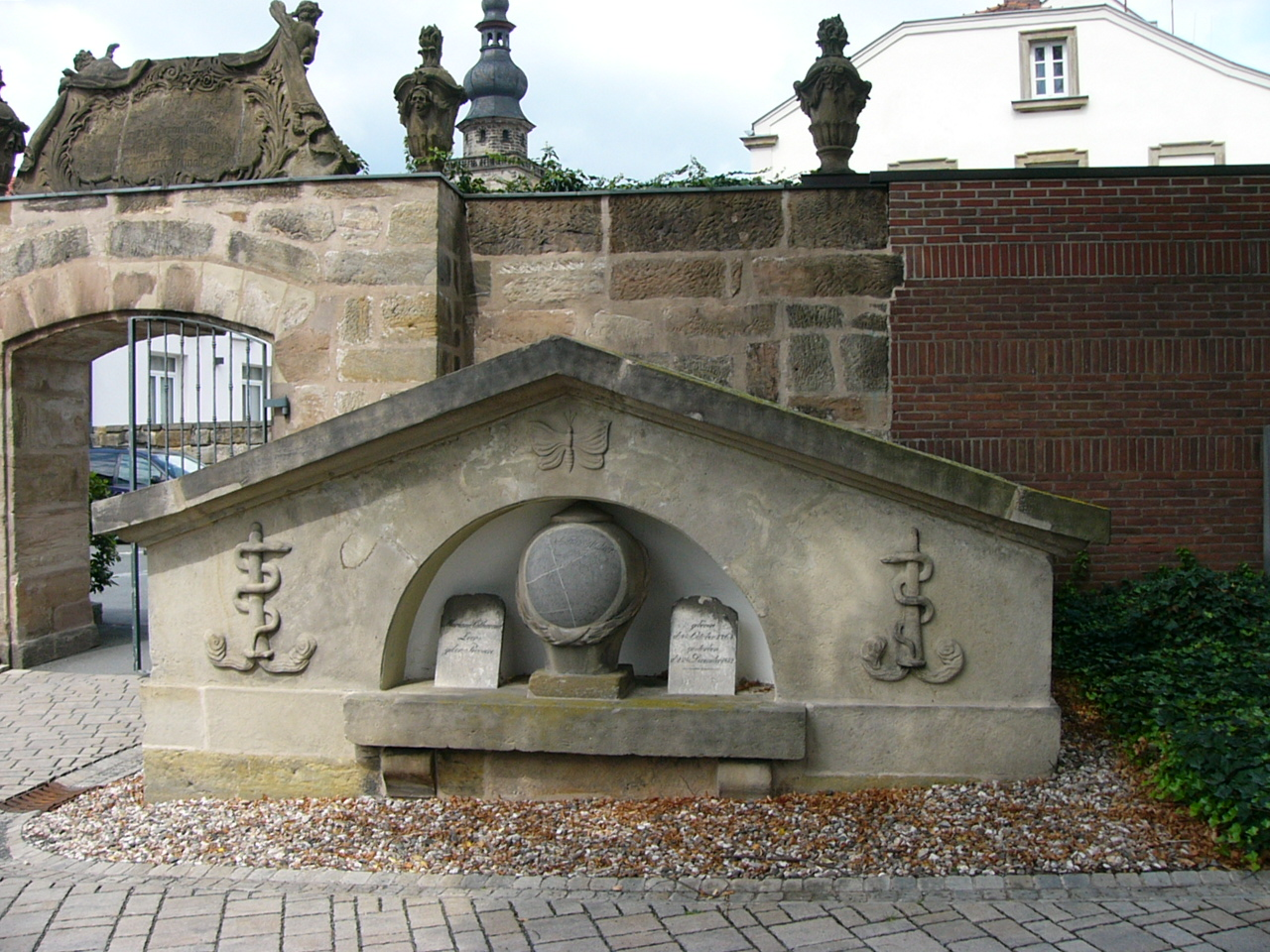
Grabanlage der Familie Leers auf dem Friedhof von St. Georgen

Christoph Friedrich Leers (* 12. Juni 1769 in Wunsiedel; † 14. September 1825 in Bayreuth) war ein deutscher Kaufmann, Fabrikant und Magistratsrat der Stadt Bayreuth. Bekanntheit erlangte er vor allem durch sein soziales Engagement. Zu Lebzeiten förderte Leers unter anderem die Armenfürsorge in Bayreuth und war an der Gründung mehrerer gemeinnütziger Einrichtungen beteiligt. Er bestimmte seinen Nachlass als Stiftung zur Errichtung des Leers’schen Waisenhauses. Die Bibliothek des Waisenhauses ist die älteste bekannte und noch existierende Kinder- und Jugendbibliothek von Bayreuth.

## Leben
Christoph Friedrich Leers stammte aus einer Familie mit holländischen Ursprüngen; er selbst wurde in der Stadt Wunsiedel als Sohn des Kaufmanns, Bürgermeisters und Spitalverwalters Georg Christoph Leers geboren. Dem Vater, Fabrikbesitzer in Bayreuth, war eine strenge und gottesfürchtige Erziehung wichtig. Christoph Friedrich verbrachte seine freie Zeit regelmäßig am väterlichen Schreibtisch mit Rechnen und Schreiben. Beim Bruder des Vaters, Fabrikbesitzer in Gera, verbrachte er ab 1784 zwei Jahre, bis er eine Ausbildung bei dem Kaufmann Haas in Hamburg aufnahm und erfolgreich beendete.
Er begann seine Geschäfte in Bayreuth mit dem Handel von Garn. Später handelte er auch mit Papier und lieferte es in großem Umfang nach Sachsen. Nach der Übernahme des väterlichen Betriebes gelang ihm durch direkte Verträge mit den Erzeugern von Tuch aus Baumwolle ein deutlicher wirtschaftlicher Aufschwung. Er war in der Lage, mehrere Hundert Arbeiter zu beschäftigen. 1806 kaufte er im heutigen Bayreuther Stadtteil St. Georgen eine heruntergewirtschaftete Fayencen- und Steingutfabrik. Trotz des Kriegsausbruchs 1806, der für das neue, unmittelbar an der Heerstraße gelegene Unternehmen mit Einquartierungen und anderen Belastungen verbunden war, gelang auch dieser Start. Junge Menschen der Region wurden im Drehen, Zeichnen und Formen gründlich ausgebildet und waren an der Herstellung von Wedgwoodware und anderen Produkten beteiligt. Das kaufmännische Handeln von Leers war von der Absicht geleitet, seinen Arbeitern eine sichere Existenzgrundlage zu bieten. Engagement zeigte Leers auch für Bedürftige. Als später Konkurrenzbetriebe den Markt schmälerten, nahm Leers, der sich den Familien seiner Arbeiter verpflichtet fühlte, keine Entlassungen vor.
Leers beteiligte sich in hohem Maße am öffentlichen Leben, verbunden mit der Gründung und Verwaltung öffentlicher bzw. sozialer Einrichtungen. Er verzichtete dabei mehrfach auf seinen Anspruch auf ein Gehalt. Bei der Neuordnung des Sozialwesens wurde er 1816 zum Armenpflegschaftsrat ernannt. Er verwaltete die neugegründete „Armenbeschäftigungsanstalt“ und half dem städtischen Krankenhaus bei Anschaffungen. Leers war Mitglied einer aus „achtbaren Männern aller Klassen“ gebildeten Armenkommission, die auf eigene Kosten ausländisches Getreide zur Linderung der Hungersnot in den Jahren 1816 und 1817 kaufte. Für seine Verdienste wurde er 1818 mit der goldenen Zivilverdienstmedaille geehrt, die ihm auf seinen Wunsch hin ohne größere Feierlichkeiten von dem Staatsrat, Generalkommissär und Regierungspräsidenten Freiherr von Welden übergeben wurde. Leers engagierte sich mit finanziellen Zuwendungen auch über die Stadtgrenzen Bayreuths hinaus, z. B. für die Blindeninstitute von Erfurt und Nürnberg. Er förderte vereinzelt die Erziehung armer Kinder und ermöglichte Jugendlichen Ausbildung oder Studium. Zusammen mit dem damaligen Dekan zu Bayreuth, Ludwig Pflaum sorgte er für den Druck und den preisgünstigen Verkauf des Neuen Testamentes, das in drei Auflagen schnell Absatz fand.
Er wurde zweimal zum Magistratsrat gewählt. Dabei verwaltete er ab 1818 unentgeltlich das Gravenreuther Stift und die Ordenskirche St. Georgen. Er war auch an der Gründung der städtischen Armenschule, eines Getreidemagazins, der Sparkasse (1823) und eines Leih- und Pfandhauses beteiligt, das dem aufkommenden Wucher entgegentreten sollte.
Leers selbst lebte eher kärglich. Er starb unerwartet ohne längeres Krankenlager an Bauchwassersucht am 14. September 1825. Da die Ehe mit Marianne Katharina Rose (* 4. Oktober 1764; † 22. Dezember 1832 in Bayreuth), Tochter eines Bayreuther Weinhändlers, kinderlos geblieben war, hatte das Paar bereits 1821 testamentarisch arme Waisenkinder bedacht. Die Ornamente der Grabanlage auf dem Friedhof von St. Georgen, darunter der Schmetterling und die schlangenumwundenen Fackeln, sind deutliche Hinweise darauf, dass Leers den Freimaurern angehörte.
Die Inschrift lautet:

„Ruhe sanft in diesem stillen Grabe. Ernte nun verklärt vor Gottes Thron Dort nach abgelegtem Wanderstabe Deiner frommen Saaten Freudenlohn“

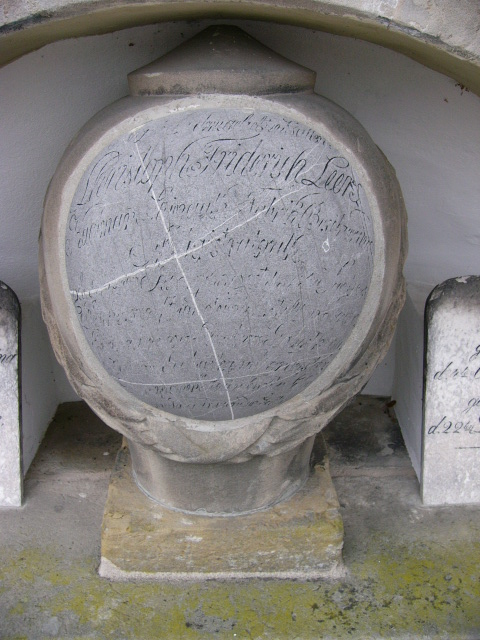
Inschrift der Grabanlage
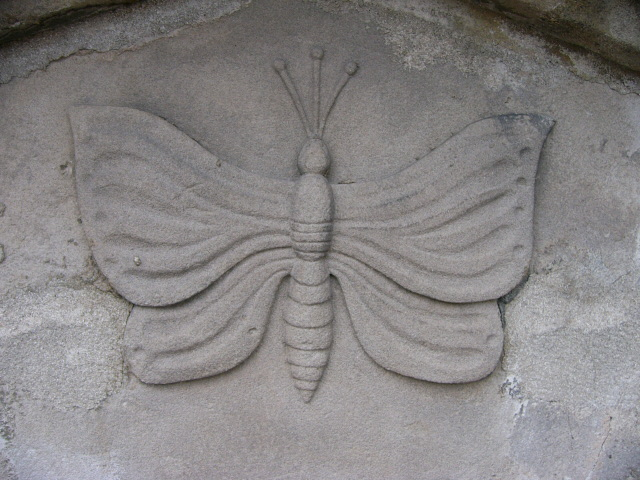
Ornament eines Schmetterlings an der Grabanlage
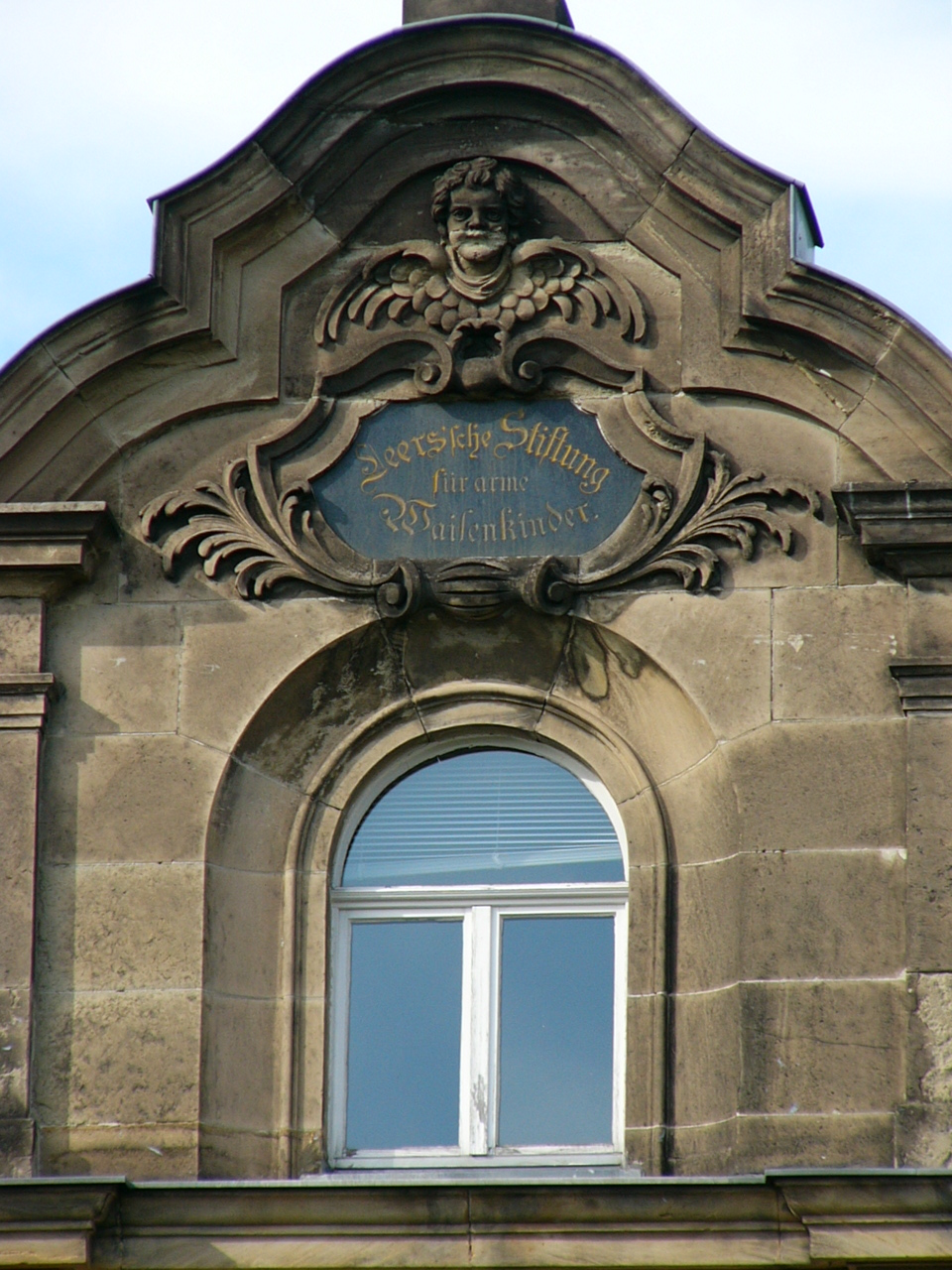
Inschrift am Leers’schen Waisenhaus

## Vermächtnis

### Leers’sches Waisenhaus
Die Leers’sche Stiftung für arme Waisenkinder sah die Errichtung eines Waisenhauses vor, in dem sechs Jungen und sechs Mädchen ein Zuhause finden sollten. Zur Ausstattung zählte Grundbesitz mit Feldern und Wiesen. Bei einer Mehrung des Startkapitals in Höhe von 31.200 fl. war eine Aufstockung der Plätze vorgesehen. Testamentarisch wurden weitere Beträge für Stipendien und zur Unterstützung sozialer, medizinischer und schulischer Einrichtungen bestimmt.
Das Waisenhaus war zunächst im rechten Flügel des Ordensschlosses Sankt Georgen untergebracht. Am 12. Juni 1836 wurde die Stadtrath Leersische Waisen-Anstalt zu St. Georgen in das ehemalige Wohnhaus des Ehepaars Leers (Sankt Georgen 85) verlegt. Sechs Mädchen und zwei Jungen, „aus rechtmäßiger Ehe entsprungene“ Kinder zwischen neun und dreizehn Jahren, wurden die ersten neuen Bewohner. Das Stifterehepaar hatte verfügt, dass die Knaben „zu gottesfürchtigen, rechtschaffenen, geschickten und brauchbaren Bürgern zum Besten der Gemeinde und des Staates heranzubilden“ seien. Die „armen und mutterlosen Mädchen“ sollten „zu musterhaften Dienstmägden herangebildet“ und auf ihre Zukunft als „Hausfrauen und Mütter möglichst gut vorbereitet“ werden. Fraglich ist, ob die Vorgaben immer entsprechend umgesetzt wurden. 1845 wurde gegen den Waisenrat Tobis Wittman wegen seiner Behandlung und Verpflegung der Waisenkinder ermittelt. 1860 gab es eine Untersuchung wegen der Behandlung der Zöglinge gegen den Waisenhausvater Friedrich Herding. In jenem Jahr legten drei Jungen im Dachgeschoss Feuer; der Wiederaufbau des Gebäudes dauerte bis 1864.
Ende des 19. Jahrhunderts wurde das alte Haus abgerissen und 1901 an seiner Stelle (Bernecker Straße 11) ein Neubau errichtet, der bis heute erhalten ist.
1914 waren vier Jungen und vier Mädchen im Waisenhaus untergebracht, 1921 waren es noch fünf Zöglinge. Durch den Ersten Weltkrieg und die folgende Inflation war das Stiftungsvermögen soweit aufgezehrt, dass es nicht mehr möglich war, das Kinderheim und das Gebäude weiter zu unterhalten. So überließ man das Haus ab 1919 zur weiteren Nutzung der Stadt Bayreuth, die es schließlich 1958 erwarb. Das Haus erfuhr unterschiedliche Nutzungen, zunächst als Säuglingskrippe (1919–1932), Mietwohnungen (1932–1958), Hort und Kinderheim (1951–1967) und heilpädagogische Tagesstätte und Sonderschule (1967–1975). Heute ist es u. a. Sitz des Deutschen Schreibmaschinenmuseums. Nur wenige Meter entfernt davon befindet sich die Leersstraße, die zu Ehren Christoph Friedrich Leers benannt ist.

### Bibliothek des Leers’schen Waisenhauses

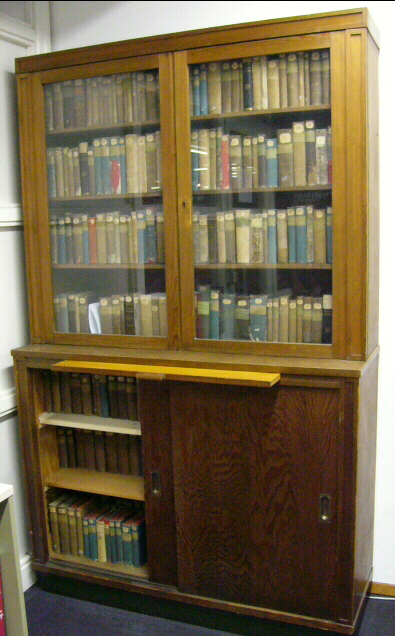
Leers’sche Kinder- und Jugendbibliothek, heute in der Universitätsbibliothek Bayreuth befindlich

Bestandteil der Stiftung war laut Bestandsliste des Testamentsvollstreckers von 1833 eine Bibliothek, bestehend aus 187 Titeln und 322 Bänden. Laut Stiftungsurkunde von 1821 war sie dazu bestimmt, dass sie unter Anleitung des Ordenspredigers durch die Pflegeeltern zusammen mit den Waisenkindern genutzt werden sollte. Der Buchbestand gelangte geschlossen über die Stadtbibliothek Bayreuth 1995 als Dauerleihgabe in den Bestand der Universitätsbibliothek Bayreuth. Eigentümer ist das Stiftungsamt der Stadt Bayreuth, welches bis heute die Reste der Leers’schen Stiftung verwaltet.
In der Arbeit von Rainer-Maria Kiel kommt dem Buchbestand und seiner geschichtlichen Einbettung besondere Bedeutung zu: Die Bücher sind geprägt vom Geist des Philanthropismus. Unter den Vorbesitzern einzelner Bücher befand sich auch der bekannte Pädagoge Johann Baptist Graser, der Leers persönlich kannte und ihm freundschaftlich verbunden war. Die Zusammenstellung der Bücher spiegelt wider, welche erzieherischen Vorstellungen herrschten. Gängige Bildungspraxis vollzog sich in den Bürgerschulen, wo auf handwerkliche oder kaufmännische Berufe vorbereitet werden sollte. Friedrich Christoph Leers war mit der Einrichtung einer Bibliothek für Kinder und Jugendliche für deutsche Verhältnisse ausgesprochen fortschrittlich. Die Auswahl zahlreicher Bücher aus dem religiösen Bereich ist als liberal zu beurteilen. Ein hoher Anteil der Bücher gehört zur damaligen Kinder- und Jugendliteratur. Weitere Bücher dienten der Allgemeinbildung (Deutsch, Naturwissenschaften, Mathematik, Erdkunde). Eine kleine Gruppe von Büchern über Obstbau und Landwirtschaft scheint mit der Idee des Schulgartens verbunden zu sein.

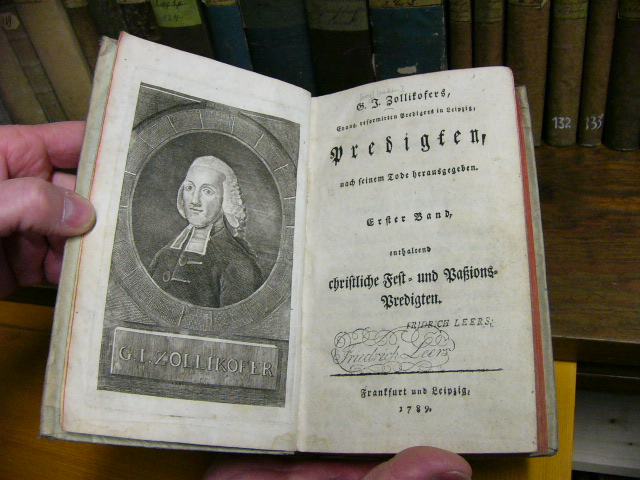
Einträge von Leers als Besitzer eines der Bücher
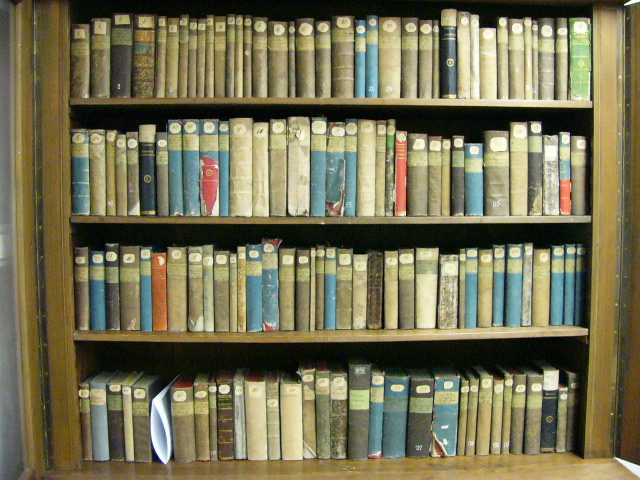
Ausschnitt aus dem Buchbestand
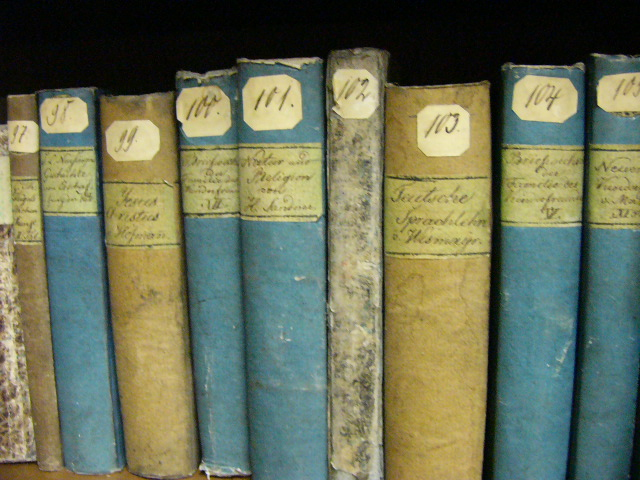
Nahaufnahme mit Kennzeichnungen der Einbände